# Christiana eburnea
Christiana eburnea är en malvaväxtart som först beskrevs av Thomas Archibald Sprague, och fick sitt nu gällande namn av K. Kubitzki. Christiana eburnea ingår i släktet Christiana och familjen malvaväxter. Inga underarter finns listade i Catalogue of Life.